# Kettenbach (Aarbergen)
Kettenbach ist der zweitgrößte Ortsteil der Gemeinde Aarbergen im südhessischen Rheingau-Taunus-Kreis und Sitz der Gemeindeverwaltung.

## Geographie
Der Ort liegt im Taunus zwischen dem Taunuskamm und der Lahn im Tal der Aar.

## Geschichte
Die erste urkundliche Erwähnung Kettenbachs erfolgte im Jahre 845, als Graf Gebhard im Lahngau hier ein Stift für regulierte Chorherren zu Ehren Jesu Christi und des hl. Petrus stiftete und König Ludwig der Deutsche dem Stift den Königshof Lierschied samt dem zugehörigen Wald sowie Güter und Leute in Hahnstätten schenkte. Das Stift in Kettenbach wurde schon im Jahre 879 aufgehoben und vom Stifter Gebhard nach Gemünden im Westerwald verlegt. Das dortige Stift wurde St. Severus geweiht.
Früher wurde zwischen Nieder- und Unterkettenbach unterschieden. Die Kirche stammt aus dem Jahr 1752. Vorher haben schon zwei Kirchen an gleichem Ort gestanden. Die erste Schule datiert von 1591. Die Michelbacher Hütte, die seit 1632 bestand, wurde 1884 durch die Fabrikantenfamilie Passavant übernommen. Zehn Jahre später wurde auf Betreiben der Familie die Anbindung des Ortes an das Schienennetz erreicht, als das letzte Stück der Aartalbahn fertiggestellt wurde.
Im Zuge der Gebietsreform in Hessen fusionierten die bis dahin eigenständigen Gemeinden Daisbach, Hausen über Aar, Kettenbach, Michelbach, Panrod und Rückershausen am 31. Dezember 1970 freiwillig zur neuen Gemeinde Aarbergen. Für jeden Ortsteil wurde durch die Hauptsatzung ein Ortsbezirk mit Ortsbeirat und Ortsvorsteher nach der Hessischen Gemeindeordnung eingerichtet.

## Wappen
Am 23. Mai 1966 wurde der Gemeinde Kettenbach im Untertaunuskreis, Regierungsbezirk Wiesbaden, ein Wappen mit folgender Blasonierung verliehen: In Blau schräggestellt ein goldener Schlüssel.

## Kultur und Sehenswürdigkeiten

### Vereine
Im Ort gibt es mehrere Vereine, unter anderem
- Turnverein Kettenbach (TvK 1905)
- Freiwillige Feuerwehr Aarbergen-Kettenbach
- Jugendfeuerwehr Aarbergen-Kettenbach
- Schützenverein Bergschützen Kettenbach

### Bauwerke
- Evangelische Kirche – 1752 Die barocke Orgel („Schölerorgel“) von 1763 steht unter Denkmalschutz, letzte große Renovierung 1969/1970.
- Villa Passavant ⊙, denkmalgeschützte[8] ehemalige Direktorenvilla der Michelbacher Hütte, erbaut 1890.

## Wirtschaft und Infrastruktur

### Verkehr

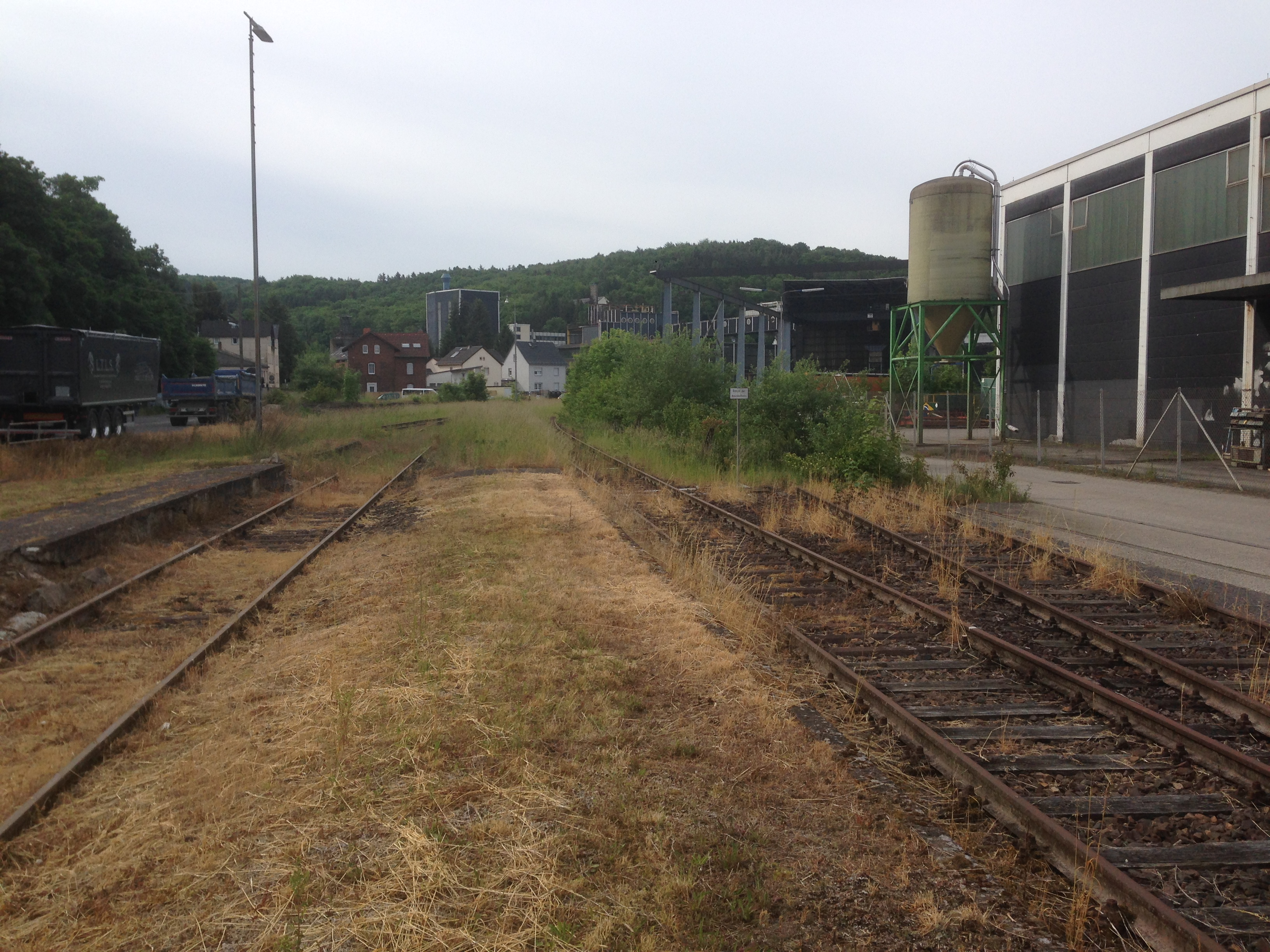
Bahnhof Kettenbach (2015)

Durch den Ort verläuft die Landesstraße 3031. Sie trifft am westlichen Ortsrand auf die Bundesstraße 54, die in der Region Aartalstraße genannt wird.
Durch Kettenbach verläuft die 1894 eröffnete und denkmalgeschützte Aartalbahn. Der Bahnhof Kettenbach (50° 14′ 44,9″ N, 8° 3′ 58,7″ O) verfügte früher über mehrere Gleise inklusive Einrichtungen zur Güterverladung. Die Aartalbahn wurde stillgelegt und zum Kulturdenkmal erklärt. Im Sommerhalbjahr finden Draisinenfahrten des länderübergreifenden „Arbeitskreis Aartalbahn“ statt. Reaktivierungspläne der Aartalbahn wurden bislang nicht umgesetzt.

### Öffentliche Einrichtungen
Im Ort gibt es
- ein Bürgerhaus
- den Kindergarten Kuckucksnest
- eine Grundschule
- die Freie Schule Untertaunus
- einen Sportplatz

## Persönlichkeiten
- Friedrich Jakob Koch (1769–1829), evangelischer Geistlicher

## Trivia
Der gebräuchliche Ortsneckname für die Bürger aus Kettenbach ist Kettenbacher Zores, von Jiddisch Zores für Streit. Wahrscheinlich bezieht sich der Name auf das den Dorfbewohnern nachgesagte Temperament.